# 살리 사제단
살리 사제단 (Salii, '뛰다, 도약하다'를 뜻하는 라틴어 saliō에서 비롯)은 마르스를 주로 섬기는 고대 로마 종교의 주요 사제단이며, 누마 폼필리우스가 세웠다고 전해진다. 이들 사제단은 젊은 파트리키 계층 12명으로 이뤄졌고, 수놓은 튜닉, 흉갑, 짧은 붉은색 망토 (팔루다멘튬), 검, 가시 달린 헤드 드레스 (아펙스) 등 상고 시대 전사의 모습으로 옷을 갖춰 있었다. 또한 안킬라라고 하는 방패 12개를 지급받았는데, 이 방패는 미케네 시대 방패처럼 8자 모형을 하고 있었다. 전해진 바에 의하면 12개 방패 중에 하나는 누마 왕 시기에 하늘에서 내려준 것이고 복제본 11개는 누마의 배우자인 님프 에게리아의 조언에 따라 신성한 방패의 정체를 숨기기 위해 만들어졌다고 하며, 에게리아는 그 방패를 가지고 있는 곳의 사람들이 온세상의 지배 민족이 될 것이라는 예언을 했다고 한다.
매년 3월마다, 살리 사제단은 로마시 주변으로 '카르멘 살리아레'이라는 노래를 부르고 춤을 추며 행진을 하였다. 《행사력》(3.259–392)에서 누마와 거룩한 '안킬라'에 관한 이야기를 전한 오비디우스는 살리 사제단의 찬송가와 종교 의식이 너무나 과거의 것이고 이해하기 어렵다는 결과를 내렸다. 원수정 시기에, 원로원의 칙령을 통해서, 아우구스투스의 이름이 찬가에 삽입되기도 하였다 (Res Gestae 10). 사제단은 연회를 열며 행사를 마쳤다. 살리단의 만찬(Saliaris cena)은 호화스러운 연회로 유명하였다.
툴루스 호스틸리우스 왕은 제2차 피데나이 베이 전쟁 동안 그가 맹세한 것을 지키기 위해 또 다른 살리 콜레기움 (단체)를 세웠다고 전해진다. 이 살리 사제단 역시도 파트리키에서 선발된 12명이었으며, 퀴리누스를 위한 일에 헌신한 것처럼 보인다. 이들은 살리 콜리니(Salii collini), 아고날레스(Agonales) 또는 아고넨세스(Agonenses)라 불렸다.
이들 사제단의 종교 의식 주요 목적이 로마 군대를 보호하는 것이었는지는 확실치는 않지만, 그 관점이 전통적인 평가이다.
가끔식은 3월부터 10월까지 이어지는 전쟁 주기를 시작하고 끝내는 일을 하기도 했다.

## 설립자
안킬레에 관한 신화 외에도, 사제단의 설립에 대해 그리스어 및 라틴어 사료들에서 일부 다른 설명을 제시한다. 에트루리아 관련 기원에서는 설립을 베이족의 왕인 모리우스가 한 것이라 하였다. 살리 사제단은 또한 다르다노스 그리고 사모트라키섬의 디 페나테스, 그리고 에반드로스와 같이 이탈리아로 왔고 아이네이스에서는 안키세스의 장례 경기에 참가했다고 하는 살리우스와 관련된 기원이 제시되기 했다. 실제로 아이네이스 제8권에는, 에반드로스 왕의 영토에서 아이네아스가 헤르쿨레스의 명성과 축제를 기념하던 살리 사제단의 접대를 받았다고 하였다.
마르쿠스 세르비우스 호노라투스 그리고 마크로비우스 등이 인용한 고대 저술가들은 살리 사제단이 로마에서 창단되기 앞서 티부르, 투스쿨룸, 베이에 있었다고 기록을 남겼다.

## 의식에 대한 해석
고대 작가들 중 그 누구도 3월 동안에 벌어진 살리 사제단의 의식에 대하여 확실한 묘사를 내린 적이 없으며, 다양한 문서들의 여러 언급들을 통해 그 의식에 대해 진상을 재구성해야 한다. 그럼에도 사제단의 행렬이 매일 한 곳에서 한 곳으로 이동하는 가운데, 축제가 시작되는 3월 1일부터 끝나는 3월 24일까지, 24일 내내 실제로 지속됐다고 하는 강한 암시들이 존재하며, 일부는 저녁 때 열렸음이 밝혀졌다. 이에 대한 완전한 평가는 Smith, Wayte, & Marindin (1890)에서 확인할 수 있다.

### 비소바
고전 문헌학자 게오르크 비소바는 살리 사제단의 의식 행위가 전투무용 혹은 검무라 주장하였고, 이들의 의상 차림은 사제단의 군사적 기원을 분명히 보여준다고 하였다.

### 뒤메질
조르주 뒤메질은 살리 사제단의 의식 행위를 연간 전쟁 기간의 시작과 끝을 알리는 것이라 보았다. 그 시작은 3월 19일에 열리는 아고니움 마르티알레 행사와 동동시에 진행됐을 것이고, 끝은 10월 19일 아르밀루스트리움과 같이 진행됐을 것이다. 또한 시작 일은 '안킬라가 옮겨진다'를 뜻하는 '안킬라 모베레'(ancilia movere)라고 일컬어지고, 종료 일은 '안킬라를 보관 혹은 숨긴다'를 뜻하는 '안킬라 콘데레'(ancilia condere)라고 하였다.
뒤메질은 마르스를 나타내는 한 집단과 퀴리누스를 대표하는 한 집단 등 두 개로 구성된 살리 사제단을 로마 사회의 군사 및 경제적 기능의 사회의존성을 나타내는 상호 관계로서 판단하였다.

### 우제너
가장 초기의 로마력이 3월부터 시작했기에, 헤르만 우제너는 '안킬라 무베레' 의식이 3월 1일에 태어난 새로운 신 마르스에게 자리를 내주기 위해 신화 속 인물 마무리우스 베투리우스로 상징되는, 지나가버린 한 해를 쫓아내는 의식이라 생각했다. 이두스 마르티아이 때, 의식상으로 마무리우스 베투리우스라고 명명된 한 사내가 '사크룸 마무리'(sacrum Mamurii)라는 의식 중에 긴 하얀색 막대기로 두들겨 맞았는데, 우제너의 관점에서는 이를 책임을 전가하는 행위로 보았다. 마무리우스는 하늘에서 내려온 신성한 방패의 모조품 11개를 제작해낸 신화속 대장장이이었다.
우제너와 루트비히 프렐러에 따르면 마르스는 전쟁과 생식력의 신이 된 것이고 반면 마무리우스 베투리우스는 '과거의 마르스'를 뜻한다고 한다. 마르스 그 자체로서도 무용가이기도 하였고, 두 부모(patrimi, matrimi)가 살아있는 젊은 파트리키 청년들로 구성된 살리 사제 무용단의 단장이기도 하였다. 비소바는 살리 사제단을 '루수스 트로아이'라는 무용을 하던 귀족 젊은이들과 비교해보기도 했다. 사제단의 의식 무용은 따라서 희생양 의식(파르마코스 참조)이 뒤따르는, 성년의식과 전쟁 시작 의식의 제휴 의례라고 볼 수 있다.

### 그 외
다른 19세기의 학자들은 살리 사제단의 의식을 인드라, 마루트에 대한 베다 신화와 비교하였다.

## 명명법

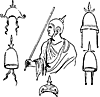
살리 사제단과 플라멘들의 의식에 사용하던 헤드기어

- 누마의 살리 팔라티니(Salii Palatini)는 '그라디부스' (전장으로 나아가는 자)라는 별칭이 있는 마르스에게 헌신하는 사제단으로, 팔라티노 언덕에 있었다.
- 툴루스의 살리 콜리니(Salii Collini)는 퀴리누스에게 헌신하는 사제단으로, 퀴리날레 언덕에 있었다.[24] 로시누스는 이들을 '아고넨세스 살리'(Agonenses Salii)라 칭했다. 살리 사제단의 이 두 번째 집단은 아우구스투스의 사제단 개편 과정 중에 만들어 졌을 수도 있다. Paulus ex Festo p. 10 M에는 다음과 같이 기록되어 있다: ... Agones dicebant montes, Agonia sacrificia quae fiebant in monte; hinc Romae mons Quirinalis Agonus et Collina Porta Agonensis: "아고네스들은 산이라 불렸고, 아고니아는 산에서 치러진 의식들을 뜻한다. 따라서 로마의 퀴리날레 언덕 (산)은 아고누스 그리고 포르타 콜리나 아고넨시스라 이름 불렸다".

## 살리의 동정녀들
섹스투스 폼페이우스 페스투스는 '살리의 동정녀들'(saliae virgines)이라는 당혹스러운 언급을 한다. '팔루다멘툼'을 걸치고 사제단의 뾰족한 '아펙스'를 머리에 쓴 이들은 레기아에서 벌어지는 희생 의식을 할 때 폰티프 사제단을 보조하는 데 동원되었다. 페스투스의 한 언급 내용에서는 트랜스베스티 내용을 묘사했다고 주장되기도 한다. 초창기의 설명은 동정녀들이 어떤 참회의 형태로서 부재중인 전사들의 역할을 했다는 것이다. 동정녀들에 대하여 '고용되었다'라는 언급 내용의 의미는 불분명하다.